# 호이어스베르다 전투
호이어스베르다 전투(Battle of Hoyerswerda)는 7년 전쟁의 와중에 프로이센과 오스트리아군 사이에서 1759년 9월 25일에 벌어진 소규모 교전이다. 8월에 벌어진 쿠너스도르프의 참패에 이어 벌어졌으나, 이 작은 승리는 프리드리히 대왕으로 하여금 프리드리히 아우구스트 폰 피흐(Friedrich August von Finck)가 4일 전에 코르블리츠(Korblitz)에서 집결시킨 부대와 합류할 기회를 주었으며, 의심할 여지없이 조각조각난 프리드리히 대왕의 자존심을 회복시켜주는 도움을 주었다.

## 서론
1759년 9월 프로이센의 하인리히 공작(Prince Henry of Prussia) 휘하의 프로이센군과 폰 다운(Von Daun) 원수 휘하의 오스트리아군, 프리드리히 대왕 휘하의 프로이센군, 그리고 표트르 살티코프(Pyotr Saltykov) 휘하의 러시아군은 서로를 견제하면서 슐레지엔(Silesia) 지방을 넘어가고 있었다. 빠른 속도로 성공적으로 오데르강(Oder River)을 도하한 프리드리히의 군대는 러시아군으로부터 글로고브(Głogów)와 브로클라브/브레슬라우(Wrocław/Breslau)를 방어하는 데 성공하였으나, 전투가 벌어지기 전, 장악하려 했던 결정적인 지형적 요지를 장악하는 데 실패하였다. 그러는 동안 오스트리아의 폰 다운 원수는 작센에서 오스트리아군이 3분의 1 규모밖에 안 되는 프로이센군에서 창피한 패배를 당했다는 소식을 듣고는 쿠너스도르프의 승리를 이용해 프로이센 본토를 압박할 방법을 찾기 시작했다. 이제 폰 다운 원수는 프로이센군에 결정적인 타격을 가하기 위해 군을 이끌고 고를리츠(Görlitz)로 향하였고 북 동쪽에 위치한 상대하기 편한 적인 하인리히 공의 진영을 정찰하기 위해 고지대로 올라갔다. 폰 다운 원수는 자신의 목표가 다음날 아침인 9월 23일 하인리히 공의 진영을 공략하는 것이라고 선언하였다.

## 50 시간의 진군
폰 다운 원수에게는 불행한 일이지만, 이때 하인리히 공은 이미 이 지역을 떠날 계획을 세우고 있었다. 9월 22일 토요일 저녁동안 프로이센군은 자신들의 진영을 떠나 조용히 진군하기 시작했다. 그러나 적을 속이기 위해 진영의 불은 끄지 않고 시끄러운 소리를 내도록 동전을 달아둔 허수아비들을 남겨 놓았다. 이들은 처음에는 로덴부르크(Rothenburg)를 목표로 하여 이 곳에서 3시간 정도 쉬었다. 이때 남쪽에서 20마일 떨어진 곳에서 오스트리아군이 갑작스럽게 움직이기 시작하여 프로이센군의 빈 진영을 장악하였다.
폰 다운 원수 휘하의 정찰병은 프로이센군의 물자가 북동쪽의 글로가우(Glogau)를 향하고 있다고 보고하였다. 폰 다운 원수는 이 소식을 듣고 프로이센군의 함정이 있을 까 의심하여 바우젠(Bautzen)으로 퇴각하였으나 사실 하인리히 공 휘하의 프로이센군은 로덴부르크를 떠나 서쪽으로 향하여 18마일 떨어져 있는 작센의 클리텐(Klitten)마을로 이동하였다. 여기서 또 3시간의 휴식을 취한 후 20마일을 행군하여 베흘라(Wehla) 장군 휘하의 황제군 3,000명의 병력이 배치되어 있는 줄 모른 상태로 호이어스베르다 지역으로 행군하였다.
베흘라 장군은 드레스덴(Dresden) 방어전에서 용명을 떨친 적이 있었다. 베흘라 휘하의 병력은 작센과 슐레지엔의 프로이센군이 합류하는 것을 저지하기 위해 구성된 방어선의 일부로 호이에스베르다에 배치되었다. 그러나 최근 벌어진 사건들은 작센과 슐레지엔의 프로이센군이 합류하는 게 가능성이 없다는 것을 보여주고 있었는데, 왜냐하면 당시 프리드리히 대왕은 러시아군을 견제하면서 은근히 퇴각전을 벌이고 있었고, 하인리히 공은 동쪽으로 그의 동생과 합류하기 위한 길을 떠난 것처럼 나타났기 때문이다. 사실, 폰 다운 원수는 베흘라 장군에게 바로 며칠 전, 동쪽 측면에서의 위협은 없을 것이라고 편지로 알려온 바 있다.

## 숲속에서
이런 상황이었기 때문에 스위스 출신의 장군 렌툴루스(Lentulus)장군이 지휘하던 프로이센 군 전위대가 숲 속에서 쏟아져 나온 것은 오스트리아군에게 충격적인 것이었다. 베흘라 장군은 크로아티아 연대와 포병대를 집결시켰으나 그 순간 프로이센군의 포병대가 크로아티아 부대를 향해 포격을 개시했다. 수분동안 오스트리아군은 격전을 벌였으나 베흘라 장군은 프로이센군에게 잡혔고, 6백 명이 전사하였다. 폰 다운 원수는 자신의 희망이 무너지자, 서쪽으로 방향을 전환하여 작센으로 들어가 전열을 유지하려 하였고, 러시아군 단독으로 프리드리히를 상대하도록 남겨두었다.
토마스 칼리(Thomas Carlyle)은 다음과 같이 말했다. 프로이센군의 야간 진군은 아마 하인리히 공의 가장 현명한 업적이며...이를 통해 이제까지 다른 이들이 다운 원수를 놀라게 했던 것보다 더 다운 원수를 놀라게 하였다. 다운 원수의 프로이센군을 최대한 잡아놓아 전력을 약화시키려는 작전은 하인리히 공의 움직임에 의해 완벽히 무너져 버렸고, 한 번의 공격으로 붕괴되었다. 사실상 다운 원수는 상황이 완전히 바뀐 최악의 상태에서 1759년의 전역을 진행하여야만 했다.